# Peggy Carter (Marvel Cinematic Universe)
Peggy Carter è un personaggio interpretato da Hayley Atwell nel Marvel Cinematic Universe (MCU), basato sull'omonimo personaggio di Marvel Comics. Carter è un'agente britannica del MI6 che diventa l'interesse amoroso di Steve Rogers durante la seconda guerra mondiale. A seguito della guerra, diventa una delle fondatrici dello S.H.I.E.L.D., diventandone direttrice. Atwell ha ricevuto elogi da critica e pubblico per la sua interpretazione.
Al 2022, il personaggio è apparso in cinque film, nel cortometraggio Agente Carter (2013), nella seconda stagione di Agents of S.H.I.E.L.D. e come protagonista della serie televisiva Agent Carter (2015–2016).
Versioni alternative del personaggio chiamate Captain Carter sono apparse nella serie animata What If...? (dal 2021) e nel film Doctor Strange nel Multiverso della Follia (2022). In What If...?, Carter riceve il siero del supersoldato al posto di Rogers, per poi venire reclutata dall'Osservatore per entrare a far parte dei Guardiani del Multiverso in una battaglia contro una versione alternativa di Ultron. In Multiverso della Follia, Captain Carter, anche qui un supersoldato, è un membro degli Illuminati in una realtà nota come Terra-838.

## Biografia del personaggio

### Primi anni
Margaret Carter (soprannominata "Peggy") nasce nel 1921 da Amanda Carter. Fin da piccola manifesta un carattere avventuroso e ribelle, che, con il passare degli anni, cerca di sopprimere per adattarsi alla conformità sociale. Dopo l'apparente morte di suo fratello maggiore Michael durante la seconda guerra mondiale, Peggy decide di lasciare il suo promesso sposo per partecipare a un programma speciale che le permette di avere un addestramento militare come quello riservato agli uomini. Si unisce così al Secret Intelligence Service e viene assegnata alla Strategic Scientific Reserve.

### La seconda guerra mondiale
Nel 1943, Carter viene incaricata di aiutare a supervisionare il Progetto Rinascita, un programma volto a creare un esercito di supersoldati per sostenere l'impegno bellico degli Stati Uniti, assistendo il genio Howard Stark e il dottore tedesco Abraham Erskine. Erskine sceglie come prima cavia umana il giovane Steve Rogers, il quale ha una salute cagionevole e il fisico debole ma un carattere eroico e patriottico. L'esperimento va a buon fine e Rogers viene potenziato fisicamente e mentalmente, ma un agente dell'Hydra sotto copertura uccide Erskine e fugge con una fiala del siero. Steve e Peggy inseguono il criminale, il quale si suicida con del cianuro per non essere interrogato, mentre l'ultima dose del siero viene distrutta.
Steve viene sfruttato dal governo per fare propaganda e Peggy stringe amicizia con lui, incitandolo a non andare contro i suoi principi. Quando Bucky Barnes, il miglior amico di Rogers, viene catturato dall'Hydra, Steve decide di andare a salvarlo e Peggy lo aiuta insieme ad Howard ad andare dietro le linee nemiche per organizzare un salvataggio da solista, riuscendo a liberare centinaia di uomini. Successivamente, Peggy assiste Rogers nel contrastare i piani dell'Hydra; tramite Arnim Zola, viene individuata l'ultima roccaforte dell'organizzazione e Steve guida un attacco per impedire a Johann Schmidt di usare delle armi di distruzione di massa. Per inseguire Schmidt, Rogers sale su un aereo dopo aver scambiato un bacio con Carter, ma, dopo aver sconfitto il criminale, è costretto a far schiantare l'aereo nell'artico in quanto impossibilitato a far atterrare il velivolo senza far esplodere le armi. Prima di sacrificarsi, Steve dà l'addio a Peggy tramite la radio.

### Dopo la guerra
Nel 1945 Carter e la SSR fanno irruzione nell'ultima base dell'Hydra conosciuta, confiscando numerosi oggetti.
Un anno dopo, Peggy si trova a dover fare i conti con il sessismo sul posto di lavoro, in quanto il suo superiore la relega a svolgere pratiche da scrivania mentre assegna casi sul campo ai colleghi uomini. Una notte, Peggy dà prova delle sue capacità recuperando da sola il siero chiamato Zodiaco, missione per la quale sono consigliati dai tre ai cinque agenti. Il suo superiore minaccia di licenziarla accusandola di essere solo "la fiamma di Captain America", ma subito dopo Howard Stark telefona in ufficio per informarli che Peggy sarà messa a capo del neonato S.H.I.E.L.D..
Un anno dopo, nel 1946, Peggy deve bilanciare il suo lavoro di ufficio per la SSR a New York con il suo incarico segreto, consistente nello scagionare Howard Stark, il quale è stato  incastrato per la vendita di armi ai nemici degli Stati Uniti. Nelle indagini, Peggy viene accompagnata da Edwin Jarvis, il maggiordomo di Stark, con cui stringe una duratura amicizia.
Nel 1947, Carter si trasferisce a Los Angeles per affrontare le minacce della nuova era atomica da parte dell'Impero Segreto. Inizia una relazione amorosa con l'agente Daniel Sousa.

### Vita successiva
In seguito, Peggy si sposa con un soldato appartenente a uno dei battaglioni salvati da Steve durante la seconda guerra mondiale e ha due figli con lui. La sua nipote Sharon Carter, su incoraggiamento di Peggy, segue le sue orme e diventa un agente dello S.H.I.E.L.D.. Peggy conduce altre missioni per conto dello S.H.I.E.L.D.. Entro il 1970 diventa direttrice dello S.H.I.E.L.D. e, nel 1989, assiste a una discussione tra Howard e Hank Pym che porta Pym a lasciare l'organizzazione a causa dell'uso improprio che Stark ha fatto delle particelle di Pym a insaputa dello scienziato.
Nel 2012, Rogers viene scongelato dai ghiacci dopo decenni e si ricongiunge con l'ormai anziana Peggy, la quale ha sviluppato la malattia di Alzheimer. La donna muore nel sonno nel 2016 e al suo funerale partecipano Steve, Sam Wilson e Sharon.

## Versioni alternative

### Avengers: Endgame(2019)
In Avengers: Endgame, nel 2023, Steve viaggia nel passato per restituire le Gemme dell'infinito al loro tempo e decide di ricongiungersi con Peggy nel 1949, presumibilmente sposandosi e trascorrendo la vita con lei.

### What If...?

#### Captain Carter
In un 1943 alternativo, Carter sceglie di assistere all'esperimento del supersoldato dal basso invece di stare a distanza di sicurezza; l'infiltrato dell'Hydra uccide Erskine e ferisce Rogers, pertanto, affinché il progetto non vada in fumo, Peggy si sottopone lei stessa al siero del supersoldato, venendo potenziata fisicamente. Inizialmente le viene impedito di partecipare all'azione di guerra in quanto donna, ma successivamente attacca un convoglio dell'Hydra per recuperare il Tesseract e assume i panni di Captain Carter, ottenendo uno scudo in vibranio con verniciatura alla Union Jack fabbricatole da Howard Stark. Carter comincia a sbaragliare l'Hydra con l'aiuto di Rogers, il quale ha modo di combattere tramite un'armatura chiamata Hydra Stomper, costruita da Stark. Durante una missione, Rogers scompare e viene dato per morto, mentre in realtà viene catturato dall'Hydra; Schmidt si impossessa del Tesseract e lo usa per evocare una creatura interdimensionale e Peggy si sacrifica per ricacciare la creatura nel portale dopo aver salutato Steve. La donna esce dal portale nel 2012, al cospetto di Nick Fury e di Clint Barton, i quali la informano che la guerra è finita da settant'anni. Carter inizia a lavorare per lo S.H.I.E.L.D. e viene scelta per far parte degli Avengers insieme a Barton, Natasha Romanoff, Tony Stark, Thor e Hope Van Dyne. Nel 2014, durante una missione, viene reclutata dall'Osservatore per unirsi ai Guardiani del Multiverso e sconfiggere una Variante di Ultron in possesso delle Gemme dell'Infinito che vuole distruggere la popolazione di ogni universo. 
La squadra riesce nell'impresa, dopodiché Peggy viene riportata nel suo universo, scoprendo che è stata rinvenuta l'armatura dell'Hydra Stomper con qualcuno al suo interno: Steve, controllato mentalmente dalla Stanza Rossa da ormai settant’anni e in salute precaria a causa dell’uso continuo dell’armatura. Dopo che Steve attacca un anziano Bucky Barnes, divenuto Segretario di Stato, Peggy e Natasha riescono a isolarlo e si fanno condurre alla fortezza volante della Stanza Rossa, dove l’uomo ingaggia uno scontro con Peggy. Grazie alle parole di lei, Steve riesce a rinsavire quanto basta da decidere di sacrificarsi alzandosi in volo e distruggendo la Stanza Rossa. Nonostante la sua apparente morte, Carter vuole partire per tentare di ritrovarlo ma viene improvvisamente risucchiata da un portale e trasportata in un altro universo, nell’anno 1602, in cui eroi e criminali della sua epoca vivono una realtà rinascimentale a causa di un’anomalia temporale che minaccia di distruggere il loro mondo. Anche se l’Osservatore tenta di dissuaderla, Peggy indaga e scopre che la causa dell’anomalia è proprio lo Steve Rogers di quell’universo, che colpendo la Gemma del Tempo ha accidentalmente legato la sua epoca a quella seicentesca: si trova perciò costretta a dover dire addio anche a quella versione di lui, rimandandolo al suo presente e salvando quella realtà, ma rimanendo di conseguenza bloccata nel 1602. 
Verrà trovata da un altro membro dei Guardiani del Multiverso e suo vecchio alleato, Stephen Strange, che la porta via con sé e le chiede di trovare una criminale pericolosa per il Multiverso scappata da lui: Kahhori. Quest’ultima avvisa Peggy che in realtà Strange sta intrappolando sia eroi che criminali per gettarli in un’enorme fucina e accumulare abbastanza energia per riformare il suo universo natio, distrutto anzitempo da Strange stesso. Carter fallisce nel tentare di far ragionare lo stregone e si allea con Kahhori per fermarlo e liberare tutti i prigionieri, che per aiutarle offrono tutte le loro armi. Indossando la corona di Hela e l’armatura dell’Infinito, affronta Strange in un duello testa a testa e riesce a farlo precipitare nella fucina. Dopodiché l’Osservatore si congratula con lei e la riporta ancora una volta nel suo universo.

#### Gli Avengers del 1988
In un 1988 alternativo in cui un giovane Peter Quill viene reclutato da suo padre, Ego il pianeta vivente, per assoggettare l’intero universo al loro potere, Peggy convince Howard della necessità di formare una squadra di eroi per proteggere la Terra, reclutando Hank Pym/Ant-Man, Bill Foster/Golia, Wendy Lawson/Mar-Vell, il re del Wakanda T’Chaka/Black Panther e il Soldato d’Inverno, che Peggy riconosce essere Bucky. Peggy e Howard dirigono il gruppo, al quale si aggiunge Thor, e riescono a catturare Peter, ma l’aiuto della giovane figlia di Hank, Hope, fa capire loro che il bambino è solo manovrato dal padre e può essere portato dalla loro parte. Il piano ha successo e la squadra, accompagnata da Peter, decide di seguire Thor nello spazio per dirigersi verso Ego e distruggere il suo nucleo principale.

### Terra-838
Nell'universo alternativo noto come Terra-838, Captain Carter è un membro degli Illuminati, sostituti degli Avengers in quel mondo. Lei e la sua squadra riescono a uccidere Thanos durante la Guerra dell'Infinito prima che possa avvenire il Blip, per poi giustiziare il loro compagno Stephen Strange in quanto è stato corrotto dall'oscuro potere del Darkhold. Quando lo Strange della Terra-616 e America Chavez capitano nel loro universo, Carter e i suoi compagni discutono sul da farsi con loro e ignorano gli avvertimenti relativi alla Wanda Maximoff della Terra-616, la quale prende possesso della sua variante di Terra-838 e attacca gli Illuminati nel loro quartier generale. Peggy viene uccisa dal suo stesso scudo, che Wanda le scaglia contro trapassandola da parte a parte.

## Caratterizzazione

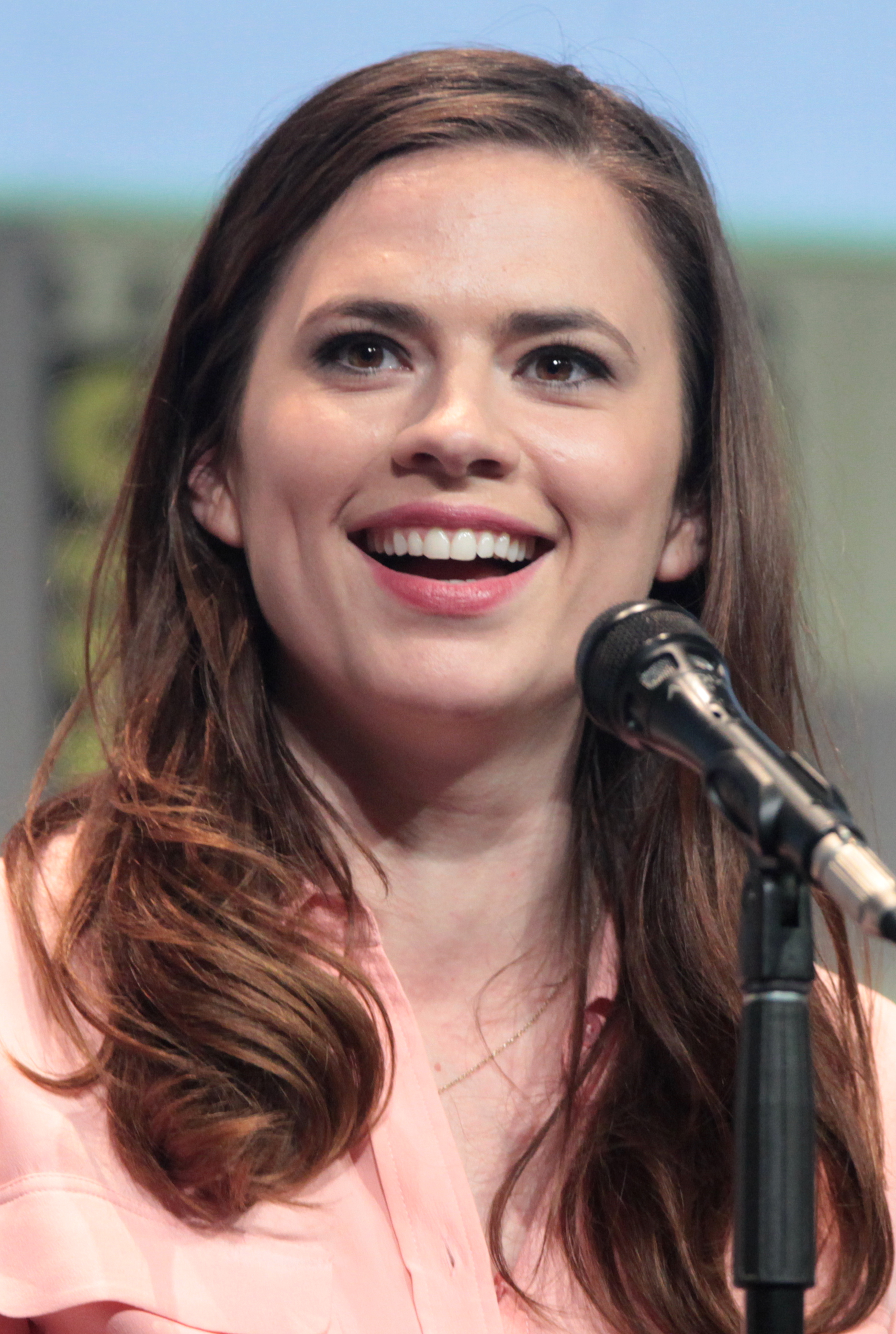
Hayley Atwell al San Diego Comic-Con del 2015

Riguardo al debutto del personaggio in Captain America - Il primo Vendicatore, Atwell ha paragonato Peggy alla celebre citazione di Ginger Rogers: "Può fare tutto ciò che fa Captain America, ma al contrario e con i tacchi alti. È una soldatessa inglese in tutto e per tutto, anche se ha sempre un aspetto impeccabile. Potrebbe sparare ai nazisti con una mitragliatrice, ma ovviamente prima è andata in bagno per applicarsi un po' di rossetto. Non ha bisogno di essere salvata. Per me è questo eccitante di lei, la sua forza. [...] Penso che sia piuttosto testarda, una donna un po' frustrata che fatica a essere una donna in quel momento. Ma, soprattutto, è una donna moderna, che vede qualcosa in Captain America a cui si relaziona, facendoli diventare spiriti affini. Lui la tratta in modo molto diverso da come l'hanno trattata molti uomini nel mondo in cui vive. Perciò, è una combattente".
Carter è il primo personaggio femminile del MCU a essere protagonista di una storia a sé stante, ancor prima di altri celebri personaggi come Vedova Nera e Captain Marvel. A differenza degli altri grandi eroi Marvel, Carter non ha superpoteri o abilità potenziate; gli sceneggiatori hanno affermato che il suo "superpotere" è il fatto che le altre persone tendano a sottovalutarla, elemento che lei sfrutta a proprio vantaggio. Atwell si è detta emozionata di poter esplorare "l'ambientazione di questo mondo dominato dagli uomini, dove le donne sono nella forza lavoro ma bistrattate e devono lottare per trovare un posto fuori casa" e come tale situazione colpisca Carter, che deve affrontarla insieme alle missioni che riceve.
Louis D'Esposito, regista del cortometraggio Agent Carter con protagonista Peggy, ha affermato che la Marvel ha sempre voluto realizzare un corto su Peggy Carter, essendo il personaggio uno dei preferiti dei fan e dei Marvel Studios. D'Esposito ha apprezzato particolarmente la scena in cui Carter usa il suo portacipria per spiare l'avversario, in quanto ha ritenuto che rappresentasse l'essenza del corto, ovvero come Peggy, pur essendo una donna in un mondo di uomini, riesca a mantenere la sua femminilità.
Durante la prima stagione della serie, Riguardo all'influenza che l'apparente morte di Steve Rogers ha avuto su Carter, Atwell ha spiegato che, essendo passato solo un anno dalla sua scomparsa, Carter sta ancora piangendo la sua perdita, andando avanti per essere sicura che il suo sacrificio non fosse stato vano. Al termine della prima stagione, Atwell ha notato che Peggy non ha ottenuto il rispetto di tutti, in quanto il suo collega si è preso il merito delle sue azioni, ma non ne sente il bisogno in quanto lei conosce il proprio valore. Nella seconda stagione, dopo aver lasciato andare il ricordo di Captain America, Peggy diventa "più aperta alla vita" e ha modo di interrogarsi su eventuali nuove relazioni.

### Aspetto
Per i costumi di Carter sono stati utilizzati alcuni pezzi vintage, ma la maggior parte degli abiti sono stati realizzati su misura per adattarsi alle scene d'azione. La costumista Giovanna Ottobre-Melton ha conferito agli abiti uno "stile a clessidra con spalle definite e sartoria robusta, ma non eccessivamente esagerate". Per l'equipaggiamento tattico del personaggio, si è fatto riferimento agli abbigliamenti militari "underground" della seconda guerra mondiale. In The Winter Soldier Peggy ha 96 anni; per ottenere l'effetto di invecchiamento, inizialmente venne utilizzato un trucco prostetico su Atwell, ma il team degli effetti visivi non fu soddisfatto dal risultato, ragion per cui alla fine hanno fatto ricorso alla CGI.

## Concezione e sviluppo
Peggy Carter, creata da Stan Lee e Jack Kirby, ha debuttato come personaggio senza nome in Tales of Suspense n. 75 nel marzo 1966, nel quale era ritratta come l'interesse amoroso di Capitan America durante la guerra. Il suo nome viene rivelato nel n. 77 del maggio 1966.
L'attrice Hayley Atwell è stata scelta per il ruolo di Peggy Carter per il film Captain America - Il primo Vendicatore nell'aprile 2010. Atwell espresse interesse a riprendere il ruolo in Agent Carter nell'ottobre 2013. Il presidente della ABC Entertainment Paul Lee ha confermato il suo coinvolgimento nel gennaio 2014. Gabriella Graves interpreta Carter da giovane in alcuni flashback della serie televisiva Agent Carter. Per prepararsi al ruolo, Atwell si è allenata sei giorni alla settimana così da ottenere un fisico "militare" che rendesse credibili le scene di combattimento; affermò di aver accettato la parte per "smettere di prendere il suo lavoro così seriamente". Christopher Markus, sceneggiatore del film Il primo Vendicatore, disse di aver reso appositamente Peggy "la persona più capace sullo schermo" in quanto negli anni quaranta (periodo in cui è ambientato il film) non c'erano molte donne al comando.

## Accoglienza
Recensendo Il primo Vendicatore, Christy Lemire dell'Associated Press ha dichiarato: "L'aspetto meraviglioso di Atwell la rende perfetta per la parte, ma il suo personaggio è sviluppato meglio di quanto potessi immaginare; non è una damigella in pericolo che aspetta di essere salvata da Captain America, ma piuttosto una combattente addestrata molto simile a lui". Roger Ebert del Chicago Sun-Times ha ritenuto che Peggy somigliasse a "una classica pin-up militare dell'epoca" con "le labbra rosse e piene" che presenta nel film.
Rosie Fletcher di Total Film ha notato l'accoglienza positiva riservata al cortometraggio Marvel One-Shot Agent Carter dal pubblico del Comic Con di San Diego, elogiando la performance di Atwell. Andy Hunsaker di Crave Online ha affermato che il cortometraggio "dà al personaggio del titolo il saluto che merita", sperando che avrebbe portato a ulteriori prodotti incentrati sulle donne Marvel. Scott Collura di IGN ha definito Atwell "la supereroe femminile del grande schermo che tutti stavamo aspettando. In questa storia prende a calci in culo con grande disinvoltura, usando non solo i muscoli, ma anche il cervello, ed è tutto molto intelligente e divertente". Ha osservato che il corto sembrava più un test per provare che i progetti di supereroi basati su donne sarebbero potuti funzionare, notando anche come Atwell non perde mai il contatto con il suo lato femminile.
Brian Lowry, esaminando la premiere in due parti della serie televisiva Agent Carter per Variety, ha affermato che dare ad Atwell una serie televisiva è stata "una scommessa piuttosto intelligente" per la Marvel, definendo gli episodi "notevolmente divertenti".
L'AV Club ha nominato la performance di Atwell come una delle "migliori performance individuali" del 2015.

### Riconoscimenti
| Anno | Opera                                  | Premio       | Categoria                                   | Risultato |
| ---- | -------------------------------------- | ------------ | ------------------------------------------- | --------- |
| 2011 | Captain America - Il primo Vendicatore | Scream Award | Miglior performance rivelatrice femminile   | Candidata |
| 2011 | Captain America - Il primo Vendicatore | Scream Award | Miglior attrice in un film fantascientifico | Candidata |
| 2014 | Agent Carter                           | Saturn Award | Miglior attrice in televisione              | Candidata |